# Фаца Кремениј (Мехединци)
Фаца Кремениј (рум. Fața Cremenii) насеље је у Румунији у округу Мехединци у општини Тамна. Oпштина се налази на надморској висини од 190 m.

## Становништво
Према подацима из 2002. године у насељу је живело 237 становника, од којих су сви румунске националности.